# Isosulfanblau
Isosulfanblau ist ein Triphenylmethan-Farbstoff, der vor allem in der medizinischen Diagnostik verwendet wird. Wie der Name andeutet, ist er ein Isomer des Sulfanblaus (Patentblau VF). Während dort die Sulfonatgruppen in meta-Position stehen, handelt es sich beim Isosulfanblau um das para-Disulfonat. Das Molekül liegt als Zwitterion vor.

## Geschichte
In der  Basler Firma Geigy – heute Novartis – wurden Ende des 19. Jahrhunderts verschiedene Farbstoffe erforscht, die sich von sulfonierten Triphenylmethanen ableiten. Sie sollten zur Textilfärbung dienen, erwiesen sich jedoch als wenig lichtbeständig. Für die Verfahren zur Herstellung wurden Patente beim kaiserlichen Patentamt (Deutsche Reichspatente, D.R.P.) angemeldet. So wurde Patentschutz für den  aus 2-Formylbenzol-1,4-disulfonsäure („Benzaldehyd-2,5-disulfonsäure“) und N,N-Diethylanilin synthetisierten Farbstoff beantragt.

## Herstellung
Die Herstellung erfolgte durch Kondensation der Disulfonsäure mit N,N-Diethylanilin in konzentrierter Schwefelsäure, wobei das substituierte Triphenylmethan entstand, welches – nach Behandeln mit Natriumhydroxid – als Dinatriumsalz isoliert wurde.
Oxidation lieferte den Farbstoff. Chemiker der indischen Firma Innovassynth Technologies  Ltd., Mumbai (IN) stellten Isosulfanblau durch eine Variante her, indem die Kondensation in konzentrierter Salzsäure durchgeführt wurde.
Das Dinatriumsalz des Triphenylmethanderivats wurde mit Kalium- oder Ammoniumdichromat in Schwefelsäure zum Farbstoff oxidiert.

## Verwendung
Wie alle Patentblau-Farbstoffe kann Isosulfanblau zur histologischen Färbung von Geweben des menschlichen und tierischen Körpers verwendet werden, die sich so differenzieren lassen. Vor allem wird der Farbstoff  zur Diagnose verschiedener Krebsformen eingesetzt.
Speziell ist der Einsatz verdünnter wässriger Lösungen von Isosulfanblau bei der Lymphographie als Kontrastmittel hervorzuheben. Dadurch kann der Verlauf der Lymphgefäße verfolgt werden. Wächterlymphknoten werden sichtbar.
In den USA wird Isosulfanblau unter dem Namen Lymphazurin als Kontrastmittel verkauft.
Zahlreiche Publikationen befassen sich mit unerwünschten Nebenwirkungen dieses Farbstoffs. So wurden allergische Reaktionen  beobachtet.

## Nachweis
Da bei der Synthese von Isosulfanblau Nebenprodukte entstehen, ist für medizinische Anwendungen eine Kontrolle der Reinheit durch Liquidchromatographie wichtig.